# Coblença (Suíça)

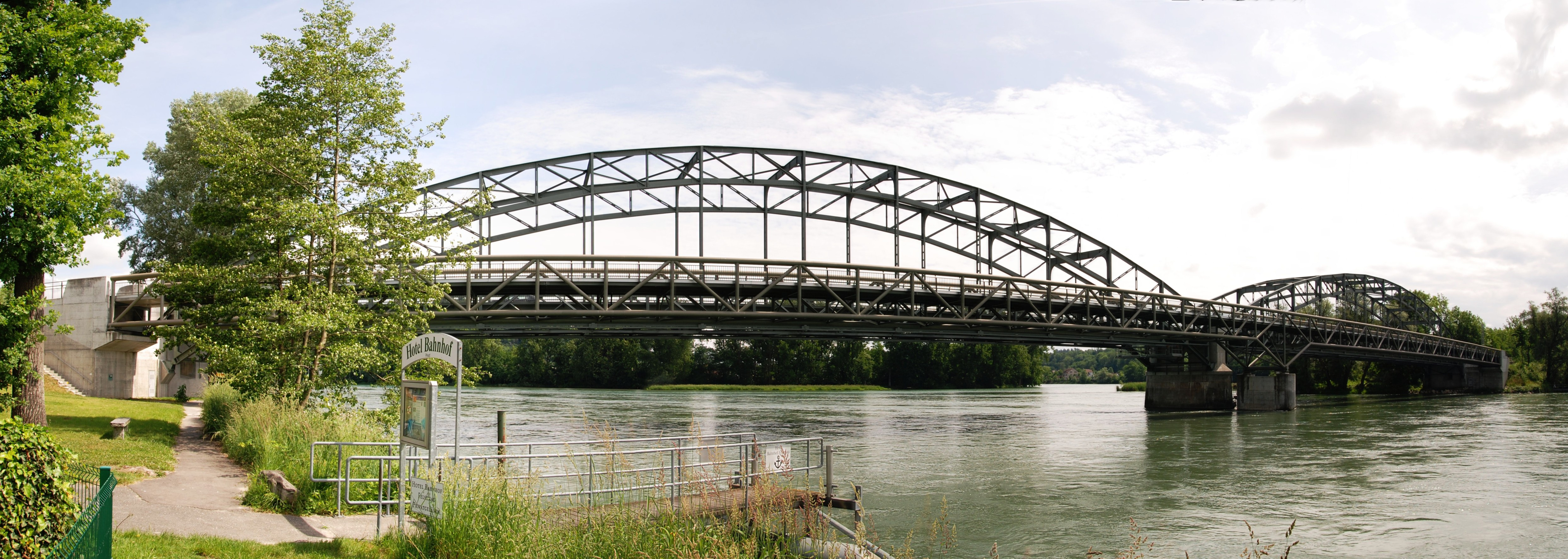
O rio Aar em sua passagem por Coblença

Coblença (em alemão Koblenz) é uma comuna suíça do cantão de Argóvia no distrito de Zurzach.
Sua população era de cerca 1589 habitantes em dezembro de 2004 e a língua oficial é o alemão.